# 한밭대로

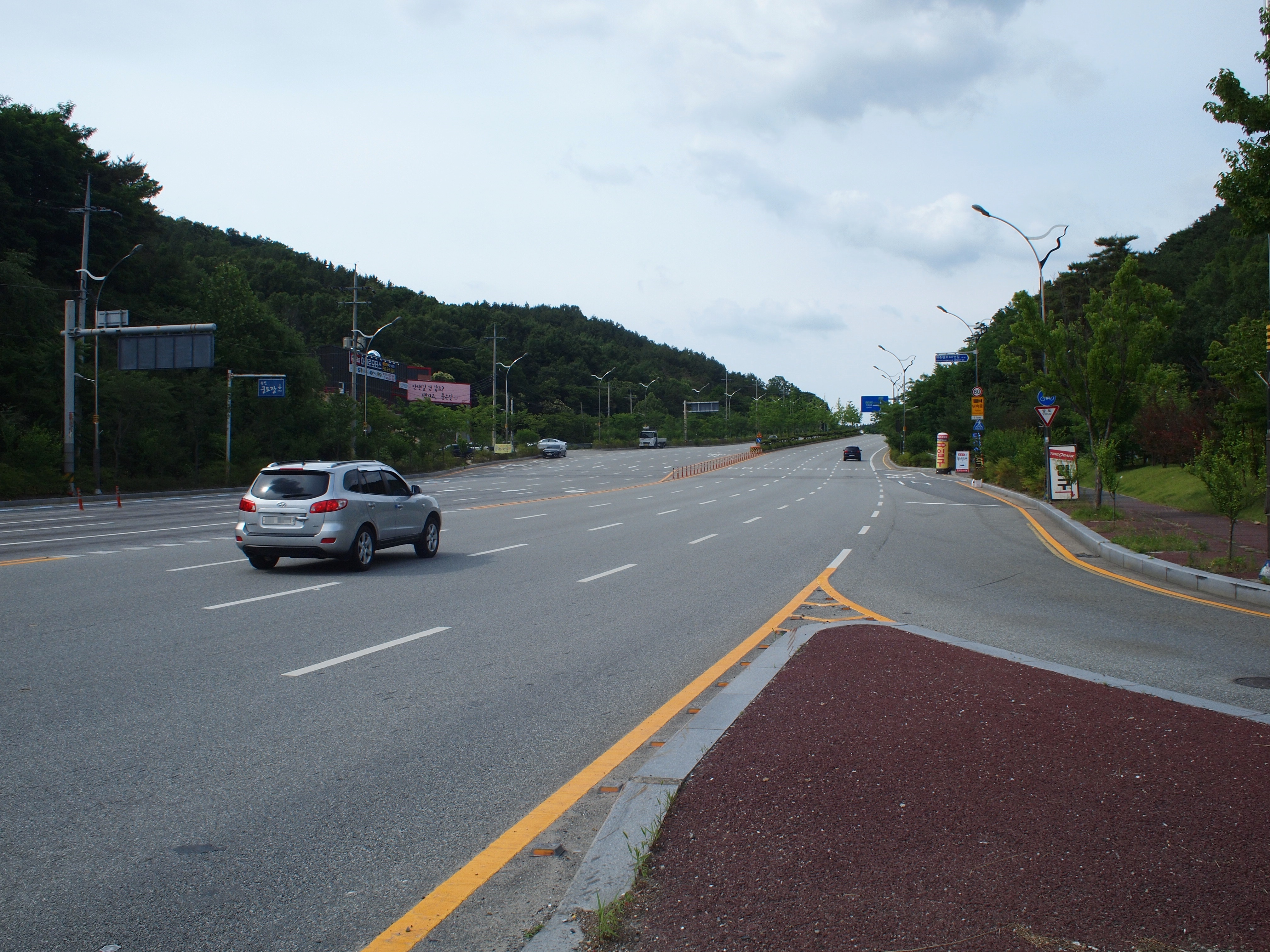
덕명네거리에서 본 한밭대로.

한밭대로(한밭大路, Hanbat-daero)는 대전광역시 유성구 구암동 덕명네거리와 동구 가양동 동부네거리를 잇는 대전광역시의 도로이다. 이 길의 양 끝에서 동서대로와 만난다.

## 연혁
- 2009년 7월 14일 : 2개 이상 자치구에 걸쳐있는 도로로 한밭대로를 고시[1]
- 2010년 3월 30일 : 도로 연장이 21.5km로 오기된 것을 12.7km로 바로잡음.[2]

## 주요 경유지
대전광역시
- 유성구 (구암동 · 노은동 · 장대동 · 궁동 · 봉명동) - 서구 (월평동 · 갈마동 · 둔산동) - 대덕구 (오정동 · 중리동) - 동구 (용전동 · 가양동)

## 노선
| 이름                            | 접속 노선                                                         | 소재지     | 소재지 | 비고        |
| ------------------------------- | ----------------------------------------------------------------- | ---------- | ------ | ----------- |
| 덕명네거리                      | 국도 제32호선 (현충원로) 대전광역시도 제40호선 (동서대로)         | 대전광역시 | 유성구 |             |
| 구암고가교                      | 지족로                                                            | 대전광역시 | 유성구 |             |
| 노은터널                        |                                                                   | 대전광역시 | 유성구 | 연장 약 80m |
| 수정초교네거리                  | 노은서로                                                          | 대전광역시 | 유성구 |             |
| 노은네거리 (월드컵경기장역)     | 노은로                                                            | 대전광역시 | 유성구 |             |
| (대전월드컵경기장)              | 노은동로                                                          | 대전광역시 | 유성구 |             |
| 월드컵네거리 (월드컵지하차도)   | 대전광역시도 제53호선 (북유성대로) 월드컵대로                     | 대전광역시 | 유성구 |             |
| 죽동네거리                      | 장대로 죽동로                                                     | 대전광역시 | 유성구 |             |
| 궁동네거리                      | 국가지원지방도 제32호선 (유성대로)                                | 대전광역시 | 유성구 |             |
| 궁동2교                         | 온천서로 문화원로37번길 한밭대로371번길                           | 대전광역시 | 유성구 |             |
| 충대정문오거리 (유성지하차도)   | 대학로                                                            | 대전광역시 | 유성구 |             |
| 유성대교                        | 한밭대로492번길                                                   | 대전광역시 | 유성구 |             |
| 갑천대교 서단                   | 어은로 온천동로                                                   | 대전광역시 | 유성구 |             |
| 갑천대교                        |                                                                   | 대전광역시 | 유성구 |             |
| 서구                            |                                                                   | 대전광역시 |        |             |
| 갑천대교네거리                  | 갑천도시고속도로                                                  | 대전광역시 |        |             |
| 월평역네거리                    | 월평중로                                                          | 대전광역시 |        |             |
| 누리네거리                      | 월평동로                                                          | 대전광역시 |        |             |
| 갈마역                          | 신갈마로                                                          | 대전광역시 |        |             |
| 갈마공원네거리                  | 갈마역로                                                          | 대전광역시 |        |             |
| 정부청사역네거리 (둔산지하차도) | 국가지원지방도 제57호선 (대덕대로)                                | 대전광역시 |        |             |
| 보라매네거리                    | 둔산서로                                                          | 대전광역시 |        |             |
| 샘머리네거리                    | 둔산중로                                                          | 대전광역시 |        |             |
| 모정네거리                      | 문예로                                                            | 대전광역시 |        |             |
| 재뜰네거리                      | 문정로                                                            | 대전광역시 |        |             |
| 한밭대교네거리                  | 유등로                                                            | 대전광역시 |        |             |
| 한밭대교                        |                                                                   | 대전광역시 |        |             |
| 대덕구                          |                                                                   | 대전광역시 |        |             |
| 농수산오거리                    | 갑천도시고속도로 대전천북로 오정로                                | 대전광역시 |        |             |
| 오정네거리                      | 국도 제17호선 (대전로)                                            | 대전광역시 |        |             |
| 오정지하차도                    |                                                                   | 대전광역시 |        |             |
| 중리지구대                      | 중리서로                                                          | 대전광역시 |        |             |
| 중리네거리                      | 계족로                                                            | 대전광역시 |        |             |
| 중리네거리                      | 계족로                                                            | 대전광역시 | 동구   |             |
|                                 | 한밭대로1283번길 동서대로1695번길                                 | 대전광역시 |        |             |
| 동부네거리                      | 대전광역시도 제40호선 (동서대로) 대전광역시도 제52호선 (동대전로) | 대전광역시 |        |             |

## 주요 건물 및 시설
- 월드컵경기장역 (대전광역시 유성구 한밭대로 지하155)
- 홈플러스 유성점 (대전광역시 유성구 한밭대로 502)
- 트레이더스 홀세일 클럽 월평점 (대전광역시 서구 한밭대로 580)
- 월평역 (대전광역시 서구 한밭대로 지하595)
- 갈마역 (대전광역시 서구 한밭대로 지하666)
- 충청지방통계청 (대전광역시 서구 한밭대로 713)
- 대전둔산경찰서 (대전광역시 서구 한밭대로 733)
- 정부청사역 (대전광역시 서구 한밭대로 지하744)
- 신용협동조합중앙회 본부,한우리신협 본점 (대전광역시 서구 한밭대로 745)
- 삼성생명 둔산지점 (대전광역시 서구 한밭대로 755)
- 캐피탈타워 (대전광역시 서구 한밭대로 797)
- 사학연금회관, 근로복지공단 대전지역본부 (대전광역시 서구 한밭대로 809)
- 새뜸우편취급국 (대전광역시 대덕구 한밭대로 986)
- 오정농수산물시장 (대전광역시 대덕구 한밭대로 987)
- 국민연금공단 북대전지사 (대전광역시 대덕구 한밭대로 1027)
- 대전대덕경찰서 중리지구대 (대전광역시 대덕구 한밭대로 1084)
- 한국소방안전원 대전충남지부 (대전광역시 대덕구 한밭대로 1118)
- 증산도 교육문화회관 (대전광역시 대덕구 한밭대로 1133)
- 르노코리아 서비스코너 중리점 (대전광역시 동구 한밭대로 1170)

## 갤러리

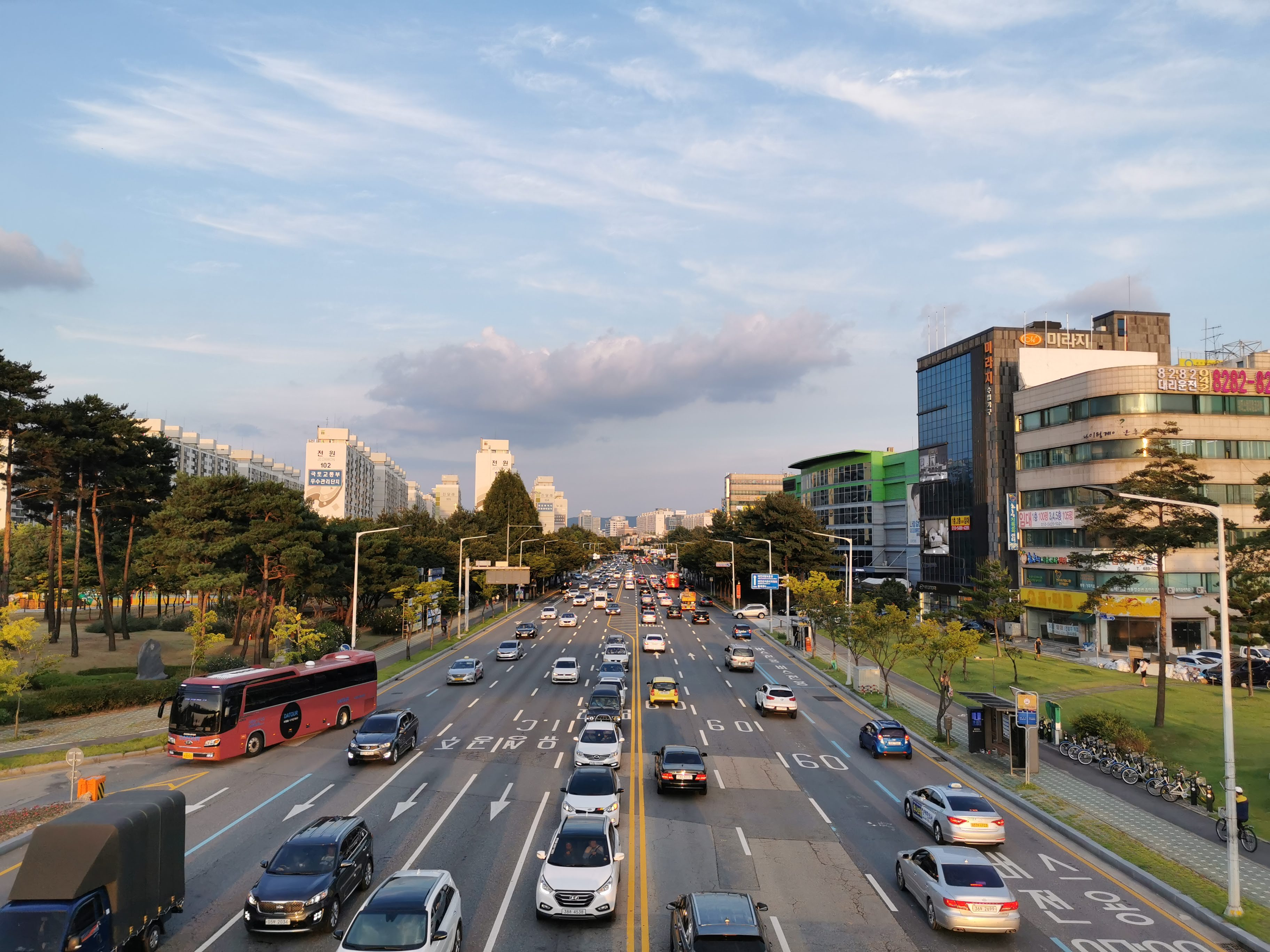
월평역 주변에서 본 한밭대로